# Liste der Monuments historiques in Sivry-la-Perche
Die Liste der Monuments historiques in Sivry-la-Perche führt die Monuments historiques in der französischen Gemeinde Sivry-la-Perche auf.

## Liste der Objekte
| Bezeichnung                   | Beschreibung                  | Standort                        | Kennzeichnung | Schutzstatus | Datum | Bild |
| ----------------------------- | ----------------------------- | ------------------------------- | ------------- | ------------ | ----- | ---- |
| Wandvertäfelung des Chorraums | Holz, bemalt, 18. Jahrhundert | in der Kirche St-Laurent (Lage) | PM55002364    | Inscrit      | 1992  |      |